# Conidens samoënsis
Conidens samoënsis är en fiskart som först beskrevs av Steindachner, 1906.  Conidens samoënsis ingår i släktet Conidens och familjen dubbelsugarfiskar. Inga underarter finns listade i Catalogue of Life.